# 2024 en judo
Cet article présente les faits marquants de l'année 2024 en judo.

## Évènements

### Jeux olympiques
- Judo aux Jeux olympiques d'été de 2024

#### Équipes
- Judo aux Jeux olympiques d'été de 2024 - Par équipes

#### Hommes
- Judo aux Jeux olympiques d'été de 2024 - Plus de 100 kg hommes
- Judo aux Jeux olympiques d'été de 2024 - Moins de 100 kg hommes
- Judo aux Jeux olympiques d'été de 2024 - Moins de 90 kg hommes
- Judo aux Jeux olympiques d'été de 2024 - Moins de 81 kg hommes
- Judo aux Jeux olympiques d'été de 2024 - Moins de 73 kg hommes
- Judo aux Jeux olympiques d'été de 2024 - Moins de 66 kg hommes
- Judo aux Jeux olympiques d'été de 2024 - Moins de 60 kg hommes

### Femmes
- Judo aux Jeux olympiques d'été de 2024 - Plus de 78 kg femmes
- Judo aux Jeux olympiques d'été de 2024 - Moins de 78 kg femmes
- Judo aux Jeux olympiques d'été de 2024 - Moins de 70 kg femmes
- Judo aux Jeux olympiques d'été de 2024 - Moins de 63 kg femmes
- Judo aux Jeux olympiques d'été de 2024 - Moins de 57 kg femmes
- Judo aux Jeux olympiques d'été de 2024 - Moins de 52 kg femmes
- Judo aux Jeux olympiques d'été de 2024 - Moins de 48 kg femmes

### Jeux paralympiques
- Judo aux Jeux paralympiques d'été de 2024